# Holme Moss
Holme Moss is een heuvel ("moor") in het Engelse nationaal park Peak District.
De moor ligt op de grens tussen het district High Peak in Derbyshire en het district Kirklees in West Yorkshire. Over Holme Moss loopt de weg A6024 tussen Longdendale en Holmfirth. Op de top van Holme Moss bevindt zich de radiozender Holme Moss transmitting station.